# 최형욱 (기업인)
최형욱은 혁신가이자 퓨처디자이너스의 대표이다. 미국 남캘리포니아 대학(USC)에서 전자공학과 컴퓨터 네트워크를 공부했다. ‘삼성전자’에서 10년간 무선네트워크와 센서, 디스플레이등의 신기술을 연구했고 혁신적인 모바일디바이스를 개발했다.
사물인터넷 플랫폼기업 ‘매직에코’의 공동대표를 거쳐 지금은 혁신기획사 ‘라이프스퀘어’의 innovation catalyst로서 기업들의 혁신을 촉매하기 위한 전략자문과 함께 다양한 혁신프로젝트를 기획, 실행하고 있다. 아시아 20여 도시의 혁신가들과 함께 아시아발 혁신과 협력의 시대를 위해  ‘Pan Asia Network’을 공동 설립했고, 미래전략 싱크탱크 ‘퓨처디자이너스’의 future designer로서 기술변화와 혁신으로 만들어 낼 미래상과 새로운 가치를 주창하고 있다. 
기술전략가로서 신기술 전략과 혁신에 대한 방송과 강연을 하고 있으며, 중국 선전 하드웨어 생태계를 활용하여 하드웨어 프로토타이핑 플랫폼 Fast.B를 만들고 있다. 사물인터넷, 모바일디바이스, UX혁신, 무선 통신 및 네트워크, 신규서비스 관련하여 50여개의 해외/국내 특허를 출원하였고, 신기술 미래전략, 플랫폼전략, 기술혁신, 하드웨어 생태계, 비즈니스모델에 관한 통찰과 경험이 있다.

## 학력
- 서던캘리포니아_대학교 대학원 전자전기공학과석사

## 수상
2014년 교육부장관 표창

## 경력
- 2016~  라이프스퀘어 대표
- 2015~  사단법인 CODE (크리에이티브 커먼즈 코리아) 이사
- 2016~ 퓨처디자이너스 대표
- 2014~  Pan Asia Network 공동설립자
- 2013~2016  매직에코 공동대표
- 2002~2011  삼성전자 DM연구소 |  AV사업부 | 무선사업부

## 저서
저서
- 2021년: 《메타버스가 만드는 가상경제 시대가 온다》[2], 한스미디어, 2021년 6월 4일. ISBN 9791160076097.

저서
- 2019년: 《알텐소의 투자 포트폴리오로 보는 미래 전략》[3], 폴인, 2019년 9월 26일. 디지털북

저서
- 2018년: 《버닝맨, 혁신을 실험하다》[4], 북저널리즘, 2018년 4월 9일. ISBN 9791186984321.

공동저서
- 2013년: 《플랫폼을 말하다 v1.5》[5], 클라우드북스, 2012년 6월 23일. ISBN 9788997793013.
- 2012년: 《플랫폼을 말하다》[6], 클라우드북스, 2012년 6월 23일. ISBN 9788997793013.

감수
- 2013년 : 《세상을 바꾸는 씨드》[7], 프롬북스, 2014년 6월 9일. ISBN 9788993734362.

공역
- 2012년 : 《굿 컴퍼니, 착한 회사가 세상을 바꾼다》, 틔움, 2012년 11월 12일. ISBN 9788998171025.

공저
- 2011년 : 《세상을 바꾸는 시간, 15분 1》, 생각을담는집, 2011년 12월 5일. ISBN 9788994981192.